# Pierre-Marie Mermier
Pierre-Marie Mermier (Chaumont, 28 agosto 1790 – Annecy, 30 settembre 1862) è stato un presbitero francese, fondatore delle congregazioni dei Missionari di San Francesco di Sales d'Annecy e delle Suore della Croce di Chavanod.

## Biografia
Nacque durante la rivoluzione francese: durante la sua infanzia sua madre, profondamente religiosa, dava rifugio ai preti perseguitati, insegnava il catechismo ai bambini e faceva celebrare clandestinamente la messa nella sua abitazione.
Sentendosi chiamato al sacerdozio, studiò a Villy-le-Bouveret, Sallanches, Mélan e poi al seminario maggiore di Chambéry. Fu ordinato prete il 23 marzo 1813.
Fu viceparroco a Magland, professore e prefetto di disciplina a Mélan e poi arciprete di Le Châtelard.
Con l'aiuto di Joseph-Marie Favre, organizzò a Le Châtelard la predicazione di una missione al popolo. Dopo questa esperienza lasciò la guida della parrocchia e iniziò a dedicarsi esclusivamente alla predicazione delle missioni popolari nei paesi della diocesi: diede inizio a una compagnia di missionari di vita comune, le cui regole furono approvate da Pierre-Joseph Rey, vescovo di Annecy.
Il vescovo Rey fornì a Mermier i primi missionari, scelti nel clero della diocesi, e diede loro come sede la casa di La Feuillette ad Annecy. La comunità fu canonicamente eretta in congregazione il 24 ottobre 1838 e i religiosi presero il nome di Missionari di San Francesco di Sales d'Annecy.
Per l'educazione della gioventù femminile nelle campagne Mermier fondò le Suore della Croce di Chavanod, approvate dal vescovo Rey nel 1841 e poste sotto l'autorità del superiore dei Missionari di San Francesco di Sales.
Mermier fu colpito da una prima emorragia cerebrale nel 1858 e poi, nel 1860, da una seconda che lo rese cieco. Ridotto all'immobilità da una doppia frattura della gamba il 10 agosto 1862, morì il 30 settembre successivo.
Il suo corpo è conservato a La Feuillette, casa-madre dei Missionari di San Francesco di Sales ad Annecy.